# Brenoux
Brenoux – miejscowość i gmina we Francji, w regionie Oksytania, w departamencie Lozère.
Według danych na rok 1990 gminę zamieszkiwało 260 osób, a gęstość zaludnienia wynosiła 23 osoby/km² (wśród 1545 gmin Langwedocji-Roussillon Brenoux plasuje się na 657. miejscu pod względem liczby ludności, natomiast pod względem powierzchni na miejscu 685.).

## Populacja

Populacja Brenoux w latach 1962-2008